# 367-й гарматно-артилерійський полк
367-й гарма́тно-артилері́йський полк (Новгородський) — радянська артилерійська військова частина в часи Другої Світової війни.
Полк сформований в листопаді-грудні 1941 року в Удмуртії. Увійшов до складу військ Волховського фронту.
Брав участь у боях за плацдарм на річці Волхов, південніше міста Чудово. Довгий час вів контрбатарейну боротьбу в районі міст Новгород, Чудово, станції Спаська Полість. У січні 1944 року за безпосередню участь у звільненні міста Новгород отримав назву Новгородський.
В останніх боях узяв участь у звільненні міста Луга, у захопленні та розширенні Нарвського плацдарму. У вересні 1944 року в селі Волма Мінської області увійшов до складу знов-сформованої 189-ї важкої гаубичної артилерійської бригади. В її лавах воював до кінця війни за Кюстрин, Зелов та Берлін.